# John E. Sununu
John Edward Sununu (Boston, 10 de septiembre de 1964) es un político estadounidense del Partido Republicano, que se desempeñó como miembro de la Cámara de Representantes de los Estados Unidos y senador de los Estados Unidos por Nuevo Hampshire.
Fue el miembro más joven del Senado durante todo su mandato de seis años. Es hijo del exgobernador de Nuevo Hampshire y exjefe de gabinete de la Casa Blanca, John H. Sununu. Es el único salvadoreño-estadounidense elegido al Congreso de los Estados Unidos.

## Biografía

### Primeros años, familia y educación
Nació en Boston (Massachusetts), hijo de Nancy (de soltera Hayes) y del exgobernador de Nuevo Hampshire y jefe de gabinete de la Casa Blanca, John H. Sununu.
Los antepasados paternos de su padre llegaron a los Estados Unidos desde el Medio Oriente a principios del siglo XX, mientras que su abuela paterna nació en El Salvador en el seno de una familia de cristianos ortodoxos griegos libaneses que se habían establecido en Centroamérica a principios del siglo. La ascendencia paterna de su padre es libanesa y palestina de la comunidad griega ortodoxa de Jerusalén.
Obtuvo tanto B.S. y M.S. en ingeniería mecánica del Instituto Tecnológico de Massachusetts en 1986 y 1987, respectivamente. Obtuvo una Maestría en Administración de Empresas de la Universidad de Harvard en 1991. Después de graduarse, trabajó en la industria de alta tecnología, al mismo tiempo para la compañía de Dean Kamen y como consultor de gestión para PRTM.

### Carrera política
En 1996, se postuló a la Cámara de Representantes de los Estados Unidos por el 1.º distrito congresional de Nuevo Hampshire y derrotó por poco al demócrata Joe Keefe. En 1998, ganó la reelección con el 67% de los votos superando al demócrata Peter Flood.
El 8 de noviembre de 2000, el Boston Globe señaló que Sununu tenía "uno de los registros de votación más conservadores de la Cámara": oponiéndose al aborto y al aumento los salarios mínimos mientras apoyaba los cheques escolares y la pena de muerte.
Sirvió en los Comités de Asignaciones y Presupuesto de la Cámara, en el subcomité de Administración de Veteranos, Vivienda y Desarrollo Urbano, el subcomité postal del Tesoro y el subcomité de Asignaciones del Distrito de Columbia, y también se desempeñó como miembro del Comité de Política Republicana.
En 2002, se postuló para un escaño en el Senado de los Estados Unidos por Nuevo Hampshire. En las primarias republicanas, derrotó al titular republicano Bob Smith por 54% a 45%. En las elecciones de noviembre, derrotó a la candidata demócrata Jeanne Shaheen con el 51% de los votos. En 2008, Shaheen derrotó a Sununu por 52% a 45%.

### Años posteriores
Tras su paso por el Congreso, el 7 de julio de 2010, Akin Gump Strauss Hauer & Feld LLP anunció que Sununu se uniría a la firma como asesor de políticas sénior adjunto.
Fue designado por el líder de la minoría del Senado, Mitch McConnell, para formar parte del Panel de Supervisión del Congreso (COP) de los fondos del Troubled Asset Relief Program.
El 30 de enero de 2019, Lloyd's of London anunció que Sununu había sido nombrado miembro de su consejo de gobierno.